# Joseph « Lucky» Scott
Joseph « Lucky » Scott était un bassiste américain et directeur musical. Il est surtout reconnu pour son travail avec Curtis Mayfield, en particulier l'album Super Fly. Bien que Lucky ait surtout été le bassiste et le directeur musical de Curtis Mayfield, il a aussi collaboré avec The Impressions, Aretha Franklin, Natalie Cole, The Staples, Leroy Hutson, Gladys Knight et bien d'autres. Il jouait de la Fender Jazz Bass avec des cordes à filé plat et avait une technique agressive de pincement de la main droite très percutante.

## Biographie
Né à Chattanooga, dans le Tennessee, Lucky a commencé très jeune à se produire sur la scène musicale locale. Il était le neveu du chanteur des Impressions, Sam Gooden. En 1968, The Impressions a perdu son groupe de tournée dans un tragique accident de voiture sur l'Interstate 85. Désireux de continuer à travailler, ils ont monté un nouveau groupe qui comprenait Lucky. Malgré son incapacité à lire la musique, Lucky est devenu le leader du groupe The Impressions pendant un certain nombre d'années, à un moment critique de leur carrière. Ils commençaient à se produire sur des scènes aussi importantes que le Fillmore West et l'American Bandstand de Dick Clark. Peu de temps après cette période, en 1970, Curtis Mayfield quitte le groupe pour poursuivre une carrière solo et emmène Lucky avec lui.

## Collaboration avec Curtis Mayfield
Lucky a ensuite beaucoup travaillé avec Curtis Mayfield comme directeur musical et bassiste. Souvent, lorsqu'ils travaillaient sur de la musique nouvelle, Curtis et Lucky s'asseyaient et écrivaient ensemble, ce qui explique probablement pourquoi la musique de Curtis était si axée sur la basse. Pourtant, Lucky Scott ne savait pas lire une seule note de musique.
Joseph « Lucky » Scott a enregistré au moins 15 albums avec Curtis Mayfield seul et a davantage de crédits avec d'autres artistes. Le magazine Rolling Stone a classé Super Fly au 72e rang dans la liste des 500 meilleurs albums de tous les temps ; en 2003, cet album porté par la basse de Scott a également été nommé le 63e plus grand album de tous les temps par la chaîne américaine VH1. La chanson titre a été sélectionnée par le Rock and Roll Hall of Fame comme l'une des « 500 chansons qui ont façonné le rock and roll », faisant de Lucky Scott un héros de l'ombre de la musique.

## Décès
En août 1996, Joseph « Lucky » Scott meurt d'un caillot de sang dans ses poumons. Il avait 47 ans.

## Discographie
Avec Curtis Mayfield
- Curtis/Live! (Curtom, 1971)
- Roots (Curtom, 1971)
- Super Fly (Curtom, 1972)
- Back to the World (Curtom, 1973)
- Curtis in Chicago (Curtom, 1973)
- Sweet Exorcist (Curtom, 1974)
- Got To Find A Way (Curtom, 1974)
- There's No Place Like America Today (Curtom, 1975)
- Let's Do It Again (Curtom, 1975)
- Give, Get, Take, and Have (Curtom, 1976)
- Short Eyes (Curtom, 1977)
- Never Say You Can't Survive (Curtom, 1977)
- Honesty (Boardwalk Label, 1983)
- We Come in Peace with a Message of Love (Curtom, 1985)
- Live in Europe (Curtom, 1988)

- This Is My Country (Curtom, 1968) by The Impressions
- The Young Mods' Forgotten Story (Curtom, 1969) by The Impressions
- Check Out Your Mind! (Curtom, 1970) by The Impressions
- Times Have Changed (Buddah Records, 1972) by The Impressions
- The Man! (Curtom, 1974) by Leroy Hutson
- Claudine (Buddah Records, 1974) by Gladys Knight & the Pips
- Natalie (Capitol, 1976) by Natalie Cole
- Pass It On (Warner Bros. Records, 1976) by The Staples
- Almighty Fire (Atlantic, 1978) by Aretha Franklin